# Paul Karrer
Paul Karrer (Moscou, 21 de abril de 1889 — Zurique, 18 de junho de 1971) foi um químico suíço.
Filho dos cidadãos suíços Paul Karrer e Julie Lerch, que em 1892 voltou com seus pais à Suíça, onde foi educado em Wildegg e Lenzburg. Estudou  química na Universidade de Zurique com Alfred Werner. Depois de obter o doutorado em 1911, passou alguns anos como assistente no Instituto Químico. Posteriormente obteve um posto no Instituto Quimioterápico George Speyer de Frankfurt, onde foi ajudante de Paul Ehrlich. Em 1918 voltou a Zurique como professor auxiliar de química orgânica, e em 1919 foi diretor do Instituto de Química da Universidade de Zurique.
Suas pesquisas mais notáveis estiveram relacionados com os carotenóides e com as flavinas, descobrindo que alguns deles, como o caroteno e a lactoflavina, atuam como provitaminas A e B2, respectivamente. Em 1938 conseguiu sintetizar o composto denominado alfatocoferol, que corrige a esterilidade carencial de maneira análoga a da vitamina E.
Foi laureado com o Nobel de Química de 1937, que compartilhou com Walter Norman Haworth, devido à sua investigação sobre os carotenóides, flavinas e vitaminas A e B2.
Publicou diversos trabalhos e recebeu muitas homenagens, além do prêmio Nobel. Seu livro Lehrbuch der organischen Chemie (Manual de Química Orgânica) foi publicado em 1927, com trinta edições em sete idiomas diferentes.